# Oreoglanis siamensis
Oreoglanis siamensis är en fiskart som beskrevs av Smith, 1933. Oreoglanis siamensis ingår i släktet Oreoglanis och familjen Sisoridae. IUCN kategoriserar arten globalt som starkt hotad. Inga underarter finns listade i Catalogue of Life.